# Carneol
Carneolul (sau cornalina) este o variantă microcristalină a calcedoniei, un mineral din grupa cuarțului. Cristalele mineralului se pot observa numai la microscop, utilizarea lui cea mai largă fiind ca piatră semiprețioasă.

## Culoare
Cele mai apreciate minerale sunt de culoare roșie închisă translucide privite la lumină cu nuanțe roșii ca focul, mai apar variante de culoare brună uniformă, vărgate, sau cu pete, ca și culori mai deschise aproape roz.
Aceaste nuanțe de culoare a mineralului se datorează prezenței în cantități diferite a oxizilor și hidroxizilor de fier, oxizii fiind răspunzători de nuanța roșie și hidroxizii de culoarea brună.
Mineralele ce provin din India prin expunere la soarele fierbinte tropical, hidroxidul s-a transformat în oxid de fier astfel mineralul brun a devenit roșiatic, acest procedeu a fost folosit în antichitate de etrusci prin încercarea modificării culorii mineralului la temperaturi ridicate care în același timp era o metodă riscantă.
Variantele brune de carneol fiind numite sarder, duritatea mare (7) a permis folosirea mineralului ca obiecte de podoabă: inele, lanțuri, medalioane sau obiecte de artă.

## Răspândire
Carneolul în natură apare în geode ca și agatul sau în rocile sedimentare rezistând prin duritatea mare a mineralului la efectele eroziunii.
Cele mai frumoase exemplare provin din India, alte locuri unde s-au găsit cantități mai însemnate de carneol sunt: Africa de nord, Japonia, Australia, Siberia și Brazilia

## Etimologie
Etimologia denumirii de carneol nu este clară, astfel Albertus Magnus (1200-1280) care devine papă menționează despre mineral "corneolus, quem quidam cornelium dicunt“ = „corneolus, care mai este numit și cornelius”.
In Physica Hildegard von Bingen (1098–1179) va numi mineralul cornelius, iar în New English Dictionary de Murray, (Oxford 1893), se amintește denumirea antică de corneline explicând astfel denumirea folosită azi de englezi cornelian.
Este foarte răspândită ideea că etimologia denumirii carneolului ar proveni din cuvântul latin cornum planta (Cornus mas), cornul care are fructele de culoare roșie.

## Istoric
In Egiptul antic carneolul datorită culorii sale roșii culoarea sângelui era considerat piatra vieții, astfel mineralul joacă un rol important în ceremonialul de înmormântare fiind găsit și în mormântul faraonului Tutankhamon.
Mineralul fiind apreciat și de alte popoare antice astfel se poate aminti:
Colierul sumerian cu frunze de la Metropolitan Museum of Art găsit în urma excavațiilor în Cimitirul Regal din Ur (circa 2600 î.e.n. - 2400 î.e.n.) expus astăzi la Metropolitan Museum of Art din New York, Statele Unite ale Americii
Inelul din Telo găsit în Iran (circa 2500 î.e.n) se găsește azi în Louvre
Inelul cu piatră fenician cu un scarabeus (secolul VI î.e.n.) azi în British Museum
Inelul cu piatră etrusc cu reprezentarea lui Poseidon (secolul VI î.e.n.) azi găsindu-se în Biblioteca națională franceză.

Muzeul din Cipru deține două lanțuri cu mărgele din carneol (cca. 3000 î.e.n.), astfel au mai fost găsite prin săpăturile arheologice obiecte de podoabă din carneol în Asia Mică pe locul de odinioară a cetății Troia ((2950–2250 î.e.n.), sau din timpul împăraților romani (0–375), ca și mai târziu în Evul Mediu, erau amulete purtate ca ocrotitoare față de vrăjitorii sau ca piatră tămăduitoare.
Mineralul este amintit și în unele opere literare ca de exemplu Goethe sau Peter Paul Althaus un inel din carneol a purtat și reformatorul bisericii Martin Luther sau regele August der Starke (1670–1733) ulterior devenind August II (Polonia) (regele Poloniei, prințul Lituaniei).